# Alla ricerca di Jane
Alla ricerca di Jane (Austenland) è un film del 2013 diretto da Jerusha Hess, basato sul romanzo Austenland di Shannon Hale.

## Trama
Jane Hayes è una normale ragazza newyorkese ossessionata dal personaggio di Mr. Darcy, interpretato da Colin Firth nella miniserie del 1995 della BBC. Stufa ed insoddisfatta della propria vita amorosa, Jane decide di acquistare un viaggio nel Regno Unito in un resort a tema sulla scrittrice Jane Austen alla ricerca del perfetto gentiluomo: "Austenland", spendendo tutti i suoi risparmi. In aeroporto, aspettando la vettura che la porterà al resort, incontra Elizabeth Charming, una donna un po' eccentrica, anch'ella diretta ad Austenland.
Arrivate con una macchina d'epoca guidata da Martin, un domestico, le due donne conoscono la direttrice signora Watterlsbrook, che comunica a Jane che ha acquistato il pacchetto base "rame", mentre Elizabeth ha acquistato il pacchetto "platino". La stanza di Jane è in fondo a un corridoio stretto e basso, come se facesse parte della servitù dell'epoca. Quella di Elizabeth è invece sontuosa. Jane e la sua amica fanno conoscenza dei vari attori presenti sul luogo per far vivere alle ospiti una "vera storia d'amore" e un ballo al termine del soggiorno. Il colonnello Andrews, che conquista il cuore di Elizabeth, Mr Watterlsbrook, e Mr Nobley, il nipote dei Watterlsbrook, che si mostra molto scontroso. Infine Lady Amelia Heartwright, pupilla della proprietaria. Le coppie sono già formate e Jane rimane sola, così va nelle stalle, dove rincontra Martin, e nasce complicità tra i due, anche grazie al fatto che il ragazzo si mostra in parte insofferente verso la rigorosa ambientazione ottocentesca, concedendosi alcuni svaghi moderni che riportano Jane alla realtà.
Jane si annoia spesso dentro la casa, in parte perché ogni cosa che fa non vada bene a Mrs Watterlsbrook, in parte perché il suo pacchetto non comprende attività che svolgono le altre, così si trova a cercare Martin che si mostra disponibile nei suoi confronti e profondamente interessato. Tra loro nasce una sorta di relazione clandestina, che termina quasi subito però, quando Martin vede il capitano George East fare delle avances a Jane. Jane incontra Mr Watterlsbrook che le chiede di giocare a carte, con in realtà altri scopi per la testa. La afferra e Jane si divincola dandogli un calcio. Quando torna nella sua stanza la ragazza chiama la sua amica Molly dicendole quanto sia spiacevole il suo soggiorno. In seguito va nella stanza di Elizabeth dicendole che vuole il comando della sua storia e Elizabeth le propone di provare con il capitano East e lei acconsente.
Il giorno dopo si presenta in abiti eleganti, attirando l'attenzione di tutti. Quando gli ospiti vanno a giocare a croquet nel parco irrompe Mrs Watterlsbrook annunciando di aver trovato il telefono di Jane e che la ragazza se ne deve andare, come prevede il regolamento. Lady Heartwright copre Jane dicendo che il telefono è suo e la faccenda viene archiviata. Amelia poco dopo prende da parte Jane dicendole che lei e George sono fidanzati e le chiede di aiutarla a rimanere da sola con lui il più possibile; più tardi il colonnello Andrews annuncia che Mrs Watterlsbrook ha scritto una tragedia teatrale per gli ospiti, per ingannare il tempo fino al ballo. Nella vicenda ci sono tre coppie e le ospiti devono scegliere il proprio partner. Jane, per il patto stretto con Amelia, lascia libero George e sceglie Nobley. I due vanno in giardino per provare le battute, ma poi iniziano a conversare; Jane dice che le piacciono i dipinti e Nobley come scusa prende il blocco da disegno della ragazza e lo sfoglia, notando vari suoi ritratti. Lei si giustifica dicendo che era per cercare di capirlo, senza successo; lui le chiede se è arrivata a una conclusione e Jane dice che Nobley è "il Mr Darcy locale, e il sogno di ogni ragazza". Nobley le domanda se ciò vale anche per lei; lei gli risponde che interpreta il personaggio molto bene.
Arriva la sera dello spettacolo che risulta un disastro totale, tra le risate degli attori e le battute dimenticate; lo spettacolo si conclude con Elizabeth che scocca una freccia nell'occhio di Amelia. La sera del ballo, Martin propone a Jane di scappare, ma Nobley li interrompe chiedendole di danzare. Dopo il primo ballo, Nobley porta Jane in una stanza dicendole che non pensava di innamorarsi, ma che è successo e lui non vuole andarsene da Austenland senza di lei. Jane gli risponde che non vuole più giocare, ma che vuole qualcosa di reale. Dopo di che va a cercare Martin e scappano insieme dalla festa. Il giorno della partenza Mrs Watterlsbrook domanda a Jane se ha vissuto una storia d'amore. Lei risponde che c'era stato qualcuno ma non Nobley come la proprietaria aveva programmato. La donna le risponde che Martin era stato scritturato per Jane, per via del suo pacchetto rame. Mr Nobley avrebbe dovuto invece intrattenere Lady Amelia fino all'arrivo di East.
Jane se ne va, annunciando che avrebbe fatto chiudere Austenland denunciando il marito della proprietaria per l'aggressione subita da Mr Watterlsbrook, che intuisce non essere stata l'unica nei confronti delle ragazze partecipanti. La donna così decide di mandare Martin in aeroporto per far cambiare idea a Jane. Intanto arriva anche Nobley che cerca di convincerla che il suo amore per lei è reale. Jane, arrabbiata con entrambi, se ne va. Arrivata a casa inizia a svuotare la sua stanza da tutti i gingilli dedicati a Darcy e alla Austen; chiama Molly che le dice che arriverà immediatamente da lei. Mentre Jane aspetta l'amica, bussano alla porta. La ragazza convinta che sia Molly le dice di entrare, ma in realtà è Mr Nobley, che le ha portato il suo blocco da disegno dimenticato alla villa. Nobley sta per andarsene ma Jane lo ferma dicendo che non ha intenzione di denunciare sua zia, credendo che fosse stata lei a mandarlo, ma non è così: infatti Nobley le spiega che è venuto fin lì per lei e che la ama. Si baciano e iniziano la loro storia d'amore.

## Distribuzione
Il film è stato presentato in anteprima mondiale al Sundance Film Festival 2013 e successivamente altri festival cinematografici. È stato distribuito nelle sale cinematografiche statunitensi il 16 agosto e in quelle britanniche il 27 settembre 2013. In Italia è stato distribuito il 21 novembre 2013.